# Red Garland Revisited!
Red Garland Revisited! è un album di Red Garland, pubblicato dalla Prestige Records nel 1969.
Il disco era stato registrato il 24 maggio 1957 al "Rudy Van Gelder Studio" di Hackensack, New Jersey (Stati Uniti).

## Tracce
Lato A
1. Billy Boy – 6:20 (Brano tradizionale)
2. Everybody's Somebody's Fool – 8:01 (Ace Adams, Lionel Hampton, Regina Adams)
3. Four – 5:17 (Miles Davis)
4. You Keep Coming Back Like a Song – 5:35 (Irving Berlin)

Lato B
1. Hey Now – 3:45 (Red Garland)
2. (I'm Afraid) The Masquerade Is Over – 8:45 (Herbert Magidson, Allie Wrubel)
3. Walkin' – 7:16 (Richard Carpenter)
4. It Could Happen to You – 5:44 (Johnny Burke, James Van Heusen)

## Musicisti
- Red Garland - pianoforte
- Kenny Burrell - chitarra (brani: A3 & B3)
- Paul Chambers - contrabbasso
- Art Taylor - batteria